# Typhlops khoratensis
Typhlops khoratensis este o specie de șerpi din genul Typhlops, familia Typhlopidae, descrisă de William Randolph Taylor în anul 1962. Conform Catalogue of Life specia Typhlops khoratensis nu are subspecii cunoscute.